# Adolf Chwala

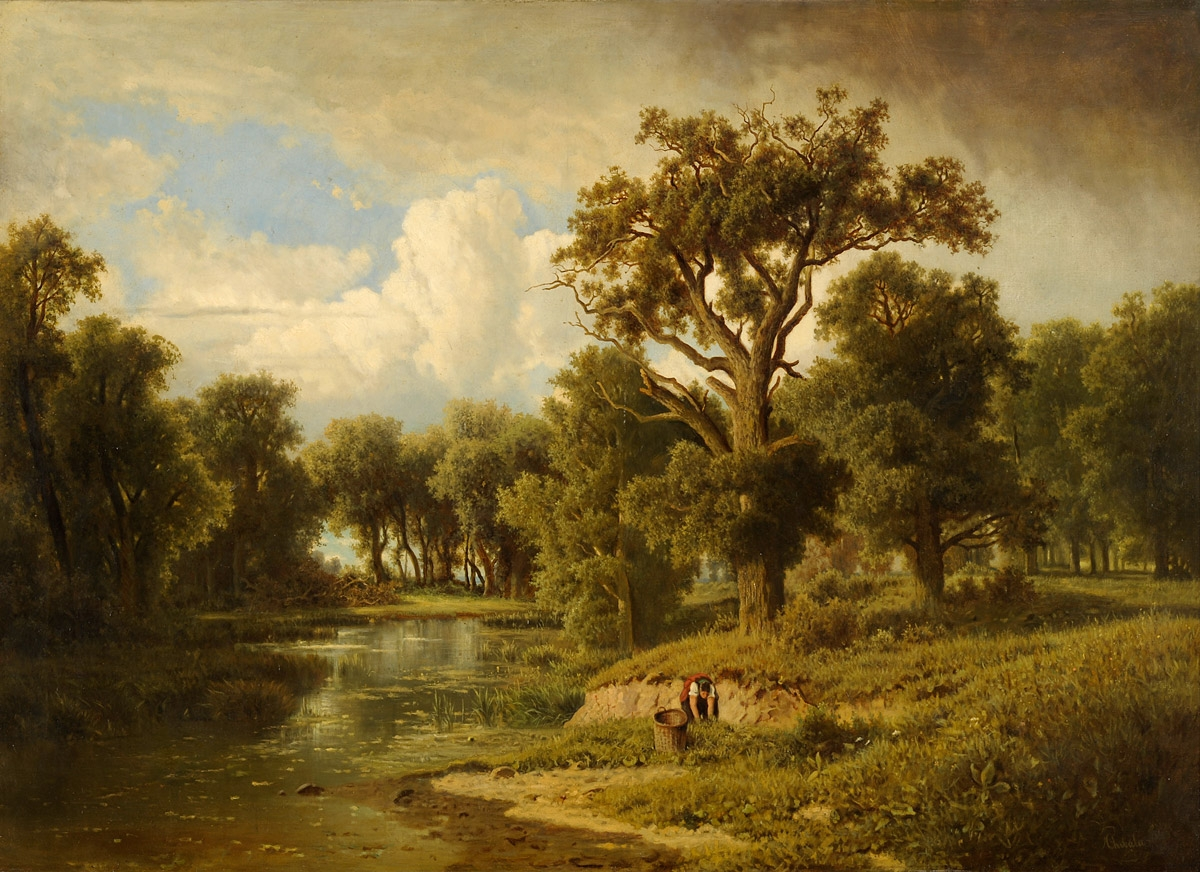
Bewaldete Flusslandschaft mit Kräutersucherin 1900

Adolf Chwala (* 4. April 1836 in Prag; † 14. März 1900 in Wien) war ein tschechischer Landschaftsmaler.
Geboren als Sohn eines Hutmachers, studierte Chwala seit 1851 Malerei an der Akademie der Bildenden Künste Prag. Danach studierte er in den Jahren 1854–1855 in der Schule der Landschaftsmalerei bei Maximilian Joseph Haushofer. Im Jahr 1864 zog er nach Wien, wo er 1871 Josefa Procházková heiratete. Er wurde Vater von acht Kindern, wovon Fritz und Leopoldine Emilie eine malerische Begabung zeigten und in seinem Atelier den ersten Malunterricht erhielten. In den Jahren 1885–1898 war Chwala Mitglied des Wiener Künstlerhauses.
Er stellte seine Werke im Kunstverein für Böhmen (1856–1862, 1888–1889) und seit 1876 bei den jährlichen Ausstellungen im Wiener Künstlerhaus sowie in den Jahren 1881 bis 1896 im Österreichischen Kunstverein aus. Er nahm auch an der Landesausstellung 1891 teil.